# 1579 Herrick
Az 1579 Herrick (ideiglenes jelöléssel 1948 SB) egy kisbolygó a Naprendszerben. Sylvain Arend fedezte fel 1948. szeptember 30-án, Uccleban.